# Долац (Загреб)

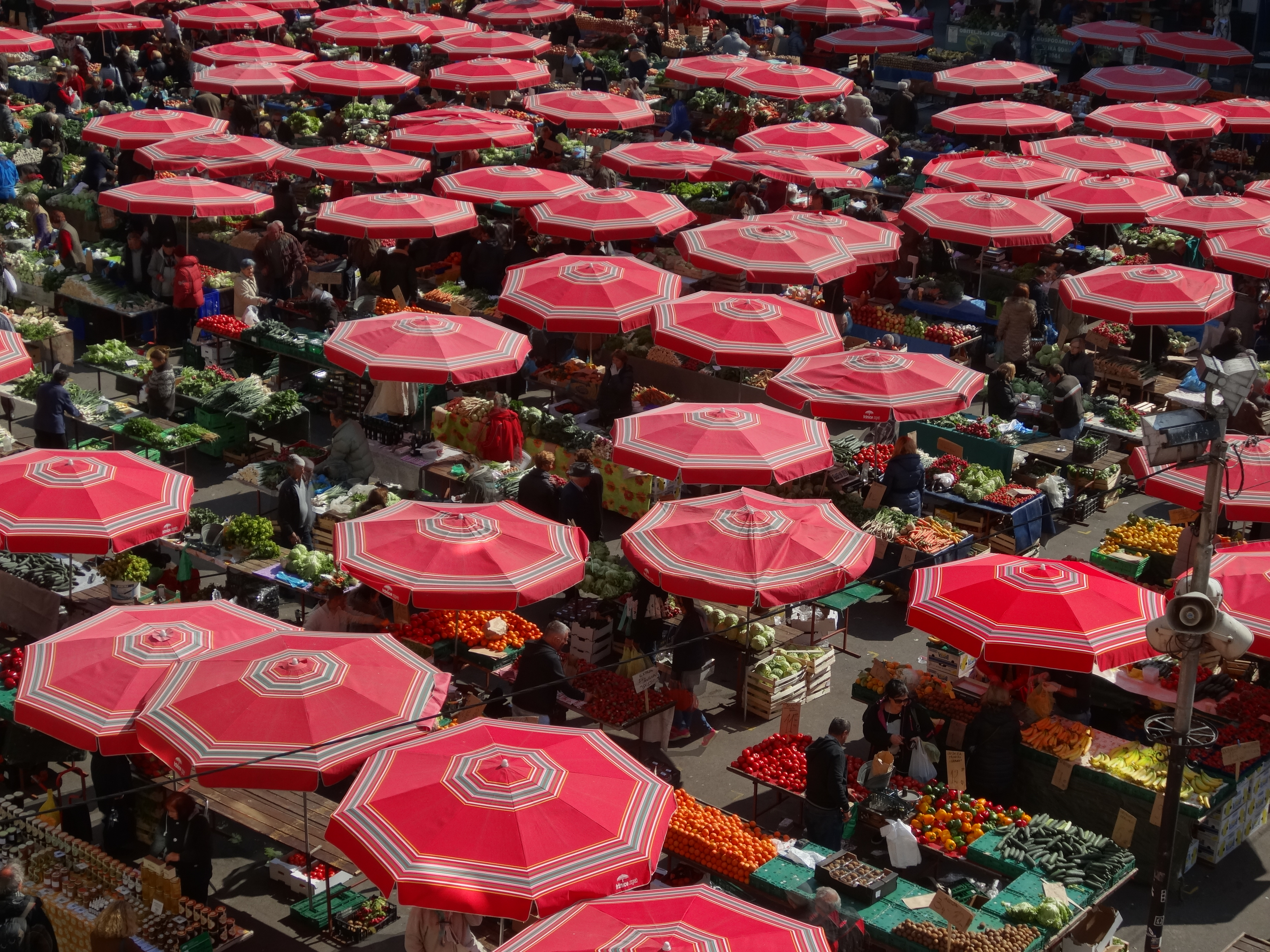
Ринок Долац у Загребі

Долац (хорв. Dolac) — найбільший ринок у Загребі.

## Історія
Ринок було відкрито у 1930 році на місці старих стін, що були зруйновані (про що свідчить вулиця Pod Zidom (укр. Під стіною)). Після того, як було вирішено перенести старий ринок Хармиця (хорв. Harmica) на місце сьогоднішньої Площі бана Йосипа Єлачича, обговорювалось розташування нового міського ринку. Розташування між церквою Св. Марії та вулицею Каптола було запропоноване архітектором Віктором Ковачичем, який брав участь у регулюванні струмка Медвещак. Крім стін, кілька будинків були знесені в старому місті Долац.

## Місцезнаходження
Ринок розташовується в міському кварталі Горні Град (Верхнє Місто) — Медвешчак, між Площею бана Єлачича, вулицею Каптол та Верхнім Містом. Складається з відкритої (для фруктів та овочів) та закритої (для м'ясних товарів) частин. Північніше від Долаца є Площа Петріци Керемпуха, зі скульптурою на честь цього літературного персонажу.

## Пам'ятка

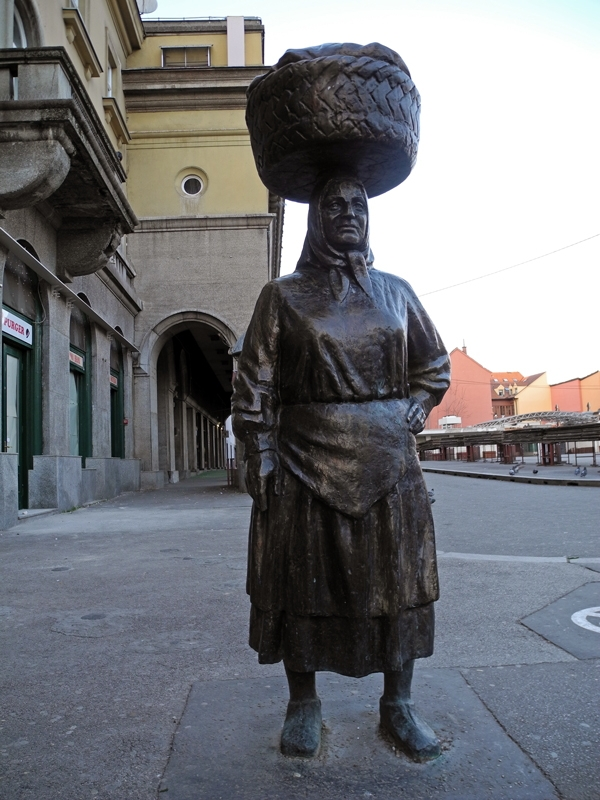
Куміца Баріца, скульптура (2006 р.)

В 2006 році на території ринку було встановлено скульптуру традиційної продавчині «куміци» Баріци, роботи скульптора Степана Грачана (хорв. Stjepan Gračan). Куміци (букв. «кумонька», хрещена мати) — жінки з околиць Загреба, котрі вирощують власні овочі та фрукти, роблять домашній сир та сметану, і потім продають свою продукцію на ринку Долац. В минулому вони носили свій товар на базар у великих кошиках, розміщених на голові. Ім'я «Баріца» було обране жителями Загреба. Її прототипом та моделлю стала реальна мешканка міста, куміца Джурджіца Янчіч (хорв. Đurđica  Jančić), яка понад 50 років торгує на ринку Долац.